# Empoasca singala
Empoasca singala är en insektsart som beskrevs av Ghauri 1979. Empoasca singala ingår i släktet Empoasca och familjen dvärgstritar.
Artens utbredningsområde är Malawi. Inga underarter finns listade i Catalogue of Life.